# Syndicat Simples
Le Syndicat Simples dont l'acronyme signifie Syndicat Inter-Massif pour la Production et l’Économie des Simples, est un syndicat professionnel de productrices et de producteurs de plantes aromatiques et médicinales.

## Description
Le syndicat des simples est né en 1982 sous l’impulsion d’un groupe de producteurs installés dans des secteurs désertifiés, et de chercheurs engagés, Pierre Lieutaghi et José R dos Santos (d), dans une dynamique de recherche-action. Le syndicat regroupe, en 2020, plusieurs centaines de producteurs principalement dans les massifs de montagne. Son acronyme fait référence aux simples, le nom donné au Moyen Âge aux plantes médicinales.
Cette organisation propose à ses adhérents un cahier des charges actualisé en mars 2020 et une marque. Les contrôles sont effectués une fois par an par un autre producteur adhérent du Syndicat.
Le syndicat s'investit à la diffusion du savoir auprès des consommateurs, l'organisation de stages et formations, la rédaction d’ouvrages de vulgarisation et de référence autour de ses valeurs et de son histoire. Malgré sa taille modeste, le syndicat simples est un acteur influent de la filière des plantes aromatiques et médicinales en France.

## Principales actions
Ses activités les plus notables sont :
- La promotion de la production et de la commercialisation de plantes aromatiques et médicinales de qualité[4],
- L'organisation annuelle de la fête des simples qui, depuis 2006, attire des milliers de personnes[5],[6],
- Son implication dans le débat sur la légalisation du métier d’herboriste[7] : les adhérents pensent être qualifiés pour conseiller à propos des usages à visée thérapeutique des plantes qu'ils cueillent et commercialisent, mais ont l'interdiction de le faire car la loi française considère que cette pratique relève de l'exercice illégal de la pharmacie[8].